# Uttenweiler
Uttenweiler è un comune tedesco di 3 692 abitanti situato nel land del Baden-Württemberg.